# برات البیرق
 نصلا برات البیرق (ترکی استانبولی: Berat Albayrak؛ زادهٔ ۱ ژانویهٔ ۱۹۷۸) تاجر و سیاستمدار ترک است. او نماینده مجلس ترکیه از ژوئن ۲۰۱۵ و وزیر انرژی و منابع طبیعی از نوامبر ۲۰۱۵ است. او پیشتر مدیرعامل ارشد اجرایی چالیک هلدینگ بوده و داماد رجب طیب اردوغان رئیس جمهور ترکیه است.